# Очард (Вашингтон)
Очард (енгл. Orchards) насељено је место без административног статуса у америчкој савезној држави Вашингтон.

## Демографија
По попису из 2010. године број становника је 19.556, што је 1.704 (9,5%) становника више него 2000. године.
| Група             | 2000.          | 2010.          |
| Белци             | 15.186 (85,1%) | 15.243 (77,9%) |
| Афроамериканци    | 312 (1,7%)     | 405 (2,1%)     |
| Азијати           | 733 (4,1%)     | 967 (4,9%)     |
| Хиспаноамериканци | 809 (4,5%)     | 1.841 (9,4%)   |
| Укупно            | 17.852         | 19.556         |